# Hochdorf (Tubinga)
Hochdorf è un comune tedesco di 2 099 abitanti, situato nel land del Baden-Württemberg.